# Chi Mâm xôi
Chi Mâm xôi (danh pháp khoa học: Rubus) là một chi lớn trong thực vật có hoa thuộc họ Hoa hồng (Rosaceae), phân họ Rosoideae. Tên gọi phổ biến cho các loài trong chi này là mâm xôi, ngấy, mắc hú, đùm đũm, đũm hương, phúc bồn tử, dâu rừng, v.v. Tuy nhiên, hiện tại chưa rõ là các tên gọi này có tương ứng với phân loại khoa học như đề cập dưới đây hay không. Phần lớn các loài có thân gỗ với gai nhọn giống như hoa hồng. Quả mâm xôi là dạng quả hợp của các quả hạch nhỏ.
Chi Rubus được cho là đã tồn tại từ khoảng 23,7 tới 36,6 triệu năm trước.
Các ví dụ về hàng trăm loài Rubus bao gồm:
- Rubus allegheniensis – mâm xôi Allegheny
- Rubus arcticus – mâm xôi Bắc cực
- Rubus armeniacus – mâm xôi Himalaya
- Rubus caesius – mâm xôi châu Âu
- Rubus canadensis – mâm xôi Canada
- Rubus chamaemorus - mâm xôi Finnmark
- Rubus coreanus - mâm xôi Triều Tiên
- Rubus cuneifolius – mâm xôi cát
- Rubus fruticosus tổ hợp – mâm xôi đen
- Rubus idaeus – mâm xôi đỏ châu Âu, phúc bồn tử
- Rubus leucodermis – mâm xôi vỏ trắng hay mâm xôi phương Tây
- Rubus occidentalis – mâm xôi đen
- Rubus odoratus – mâm xôi hoa
- Rubus parviflorus – mâm xôi
- Rubus pensilvanicus – mâm xôi Pennsylvania
- Rubus phoenicolasius – mâm xôi
- Rubus saxatilis – mâm xôi đá
- Rubus spectabilis – mâm xôi hồi
- Rubus strigosus – mâm xôi đỏ Mỹ
- Rubus ursinus - mâm xôi Thái Bình Dương

Chi này cũng bao gồm hàng loạt các cây lai ghép, cả trong tự nhiên lẫn do con người tạo ra, chẳng hạn như Rubus × loganobaccus.
Xem thêm: Danh sách côn trùng cánh vẩy phá hại mâm xôi

## Phân loại

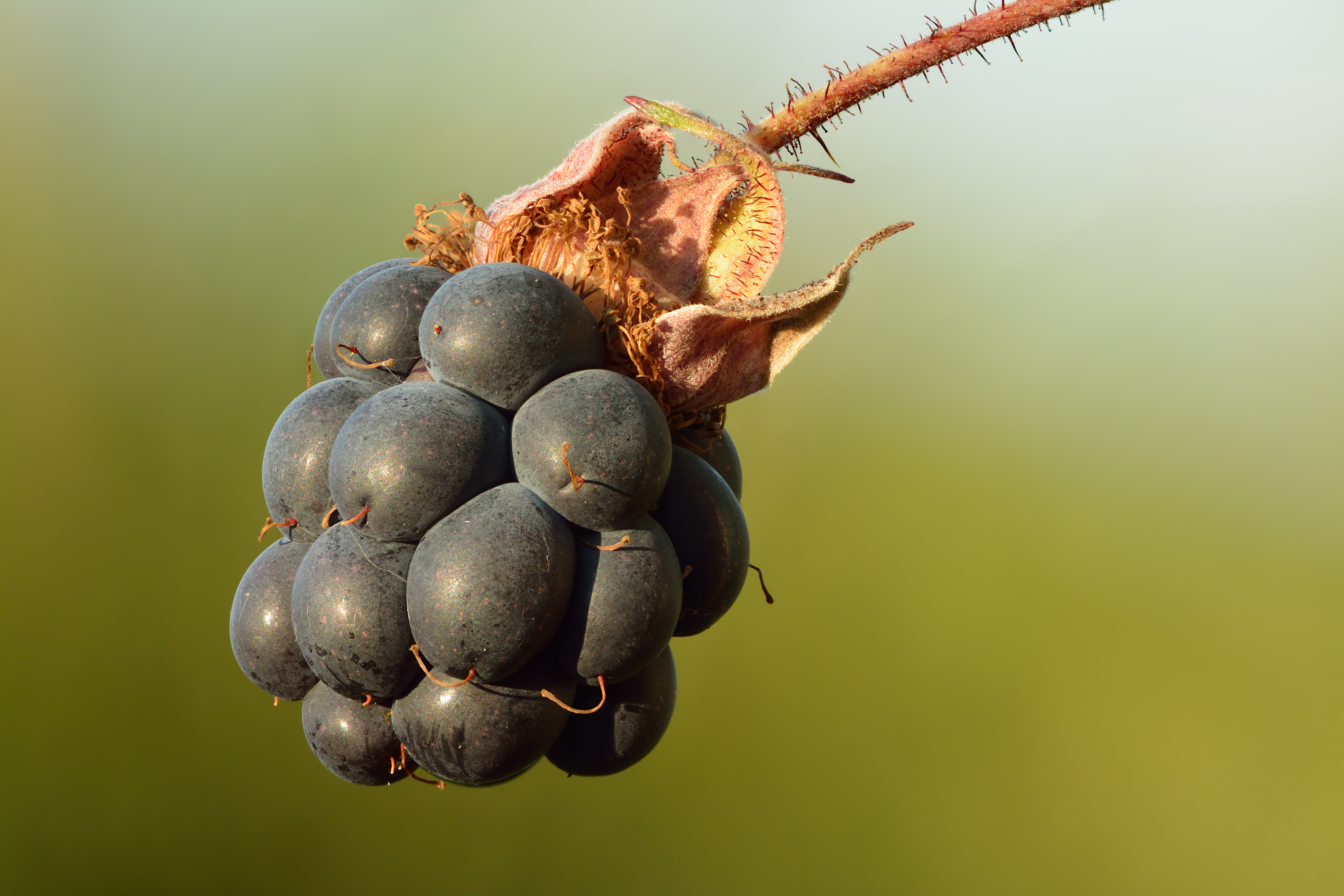
Rubus caesius

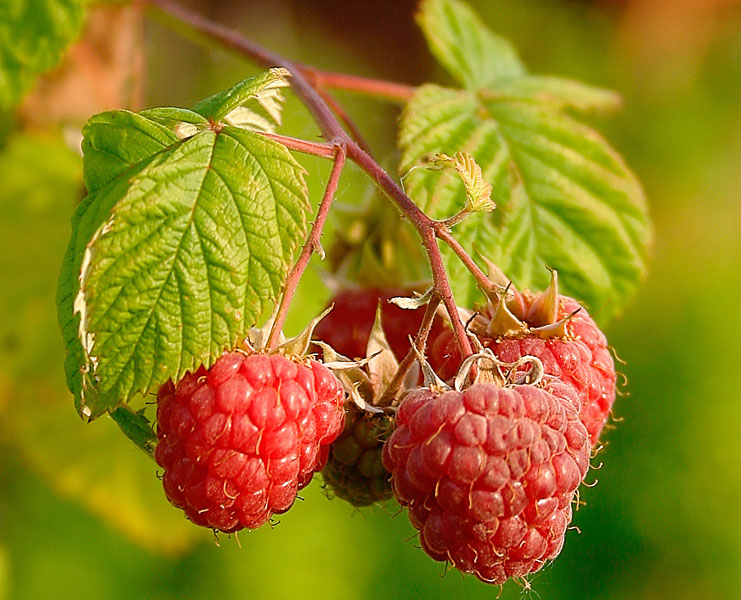
Rubus idaeus

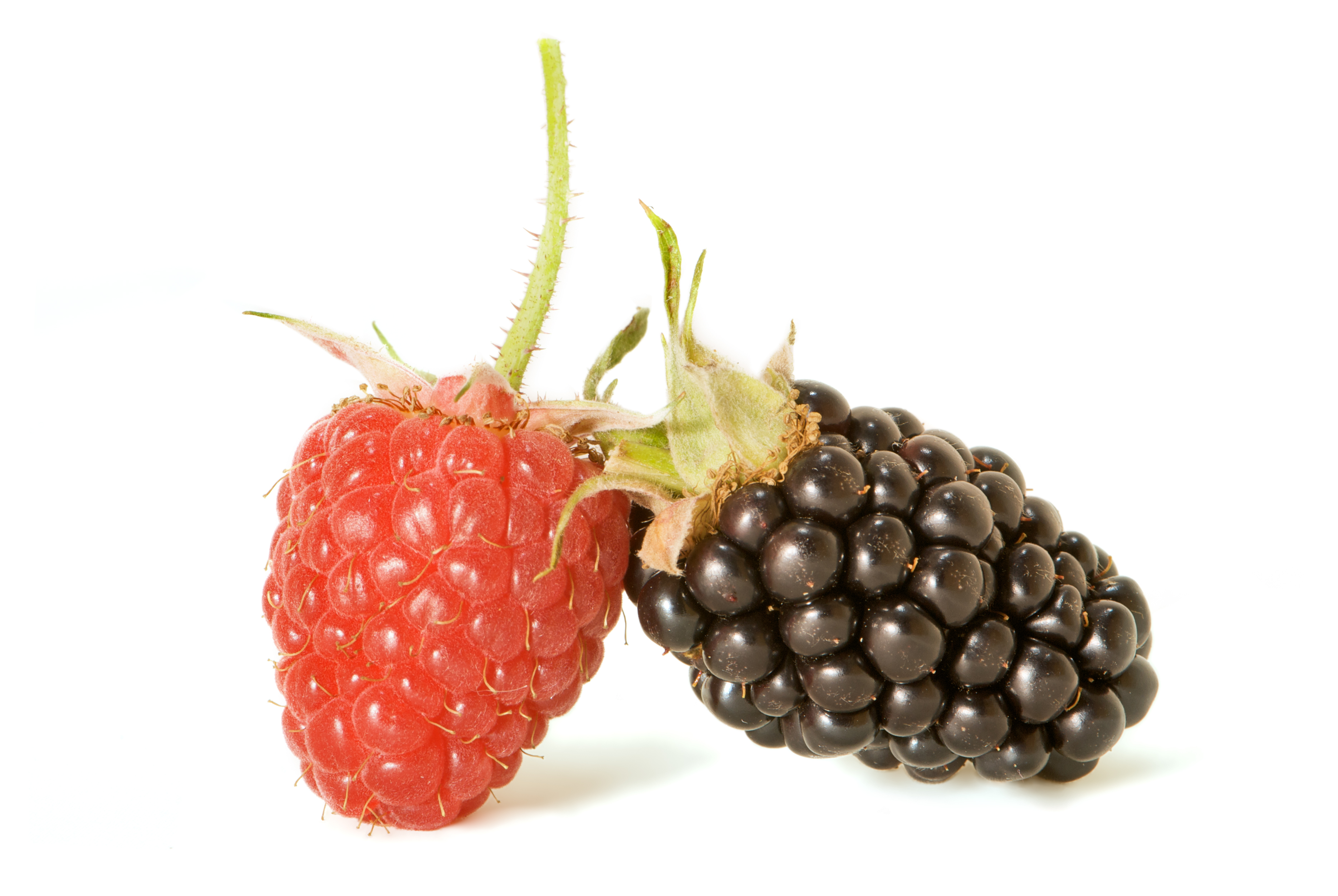
2 loại dâu rừng. Loại màu đỏ bên trái là Rubus idaeus, quả mọng màu đen bên phải là Rubus fruticosus.

Chi Rubus là một chi rất phức tạp, cụ thể là trường hợp của phân chi Rubus, với các dạng đa bội, lai ghép và các dạng tiếp hợp vô tính ngẫu nhiên dường như thường xuyên xảy ra, làm cho phân loại loài với sự biến thiên lớn trong phân chi trở thành một trong những thách thức lớn đối với thực vật học hệ thống.
Các loài mâm xôi có số nhiễm sắc tể cơ sở là 7. Các dạng đa bội từ nhị bội (14 nhiễm sắc thể) tới thập tứ bội (98 nhiễm sắc tể) luôn tồn tại.
Một vài xử lý đã công nhận hàng chục loài cho mỗi cái mà các nhà thực vật học tương đối chuyên nghiệp từng coi là một loài tương đối biến thiên. Ngược lại, các loài trong các phân chi khác của chi Rubus nói chung là khác biệt, nhưng vẫn bị tranh cãi là chúng có phải một loài hay không, chẳng hạn như mâm xôi đỏ châu Âu và mâm xôi đỏ Mỹ là một loài hay hai. (Trong bài này, quan điểm 2 loài được tuân theo, với Rubus idaeus và R. strigosus đều được công nhận; nếu chỉ coi là một loài thì tên gọi cũ hơn R. idaeus có ưu thế trong việc chọn tên khoa học cho loài theo nghĩa rộng.)
Các dữ liệu phân tử đã thực hiện việc phân loại lại dựa trên phân bố địa lý và số nhiễm sắc thể, nhưng các dữ liệu hình thái học như cấu trúc lá và thân cây lại dường như không tạo ra sự phân loại như kiểu của phát sinh chủng loài
Phân loại trong bài này công nhận 13 phân chi trong phạm vi chi Rubus, với phân chi lớn nhất (Rubus) được chia ra thành 12 tổ. Các ví dụ được đưa ra cho từng đơn vị phân loại, nhưng còn nhiều loài không được đề cập tại đây.
| - Phân chi Anoplobatus - Rubus odoratus - Rubus koehleri - Rubus parviflorus - Rubus aliceae - Rubus aboriginum - Rubus deliciosus - Rubus neomexicanus - Phân chi Chamaebatus - Rubus hayata-koidzumii - Rubus calycinus - Rubus nivalis - Rubus pectinellus - Phân chi Chamaemorus - Rubus chamaemorus - Rubus pseudochamaemorus - Phân chi Comaropsis - Rubus geoides - Phân chi Cyclactis - Rubus arcticus - Rubus saxatilis - Rubus fockeanus - Rubus humulifolius - Rubus lasiococcus - Rubus pedatus - Rubus xanthocarpus - Phân chi Diemenicus - Rubus gunnianus - Phân chi Dalibardastrum - Rubus amphidasys - Rubus nepalensis - Rubus tricolor - Rubus tsangiorum - Phân chi Idaeobatus - Rubus acuminatissimus - Rubus adenophorus - Rubus alexeterius - Rubus alpestris - Rubus amabilis - Rubus apetalus - Rubus archboldianus - Rubus aurantiacus - Rubus biflorus - Rubus chingii - Rubus cockburnianus - Rubus columellaris - Rubus copelandii - Rubus corchorifolius - Rubus coreanus - Rubus coreanus - Rubus crataegifolius - Rubus croceacanthus - Rubus ellipticus - Rubus eustephanos - Rubus flosculosus - Rubus fraxinifolius - Rubus glabricarpus - Rubus grayanus - Rubus hawaiensis - Rubus hirsutus - Rubus hoffmeisterianus - Rubus hypargyrus - Rubus idaeus - Rubus illecebrosus - Rubus innominatus - Rubus inopertus - Rubus irritans - Rubus komarovii - Rubus lasiostylus - Rubus leucodermis - Rubus ludwigii - Rubus lutescens - Rubus macilentus - Rubus macraei - Rubus mesogaeus - Rubus microphyllus - Rubus minusculus - Rubus niveus - Rubus occidentalis - Rubus palmatus - Rubus parvifolius - Rubus peltatus - Rubus pentagonus - Rubus phoenicolasius - Rubus pileatus - Rubus pinfaensis - Rubus pinnatus - Rubus probus - Rubus pungens - Rubus racemosus - Rubus rigidus - Rubus rosifolius - Rubus sachalinensis - Rubus simplex - Rubus spectabilis - Rubus stans - Rubus strigosus - Rubus suavissimus - Rubus subornatus - Rubus sumatranus - Rubus teledapos - Rubus thibetanus - Rubus trianthus - Rubus trifidus - Rubus vernus - Phân chi Lampobatus - Rubus turquinensis - Rubus trichomallus - Rubus shankii - Rubus sapidus - Rubus roseus - Rubus peruvianus - Rubus nubigenus - Rubus megalococcus - Rubus macvaughianus - Rubus irasuensis - Rubus imperialis - Rubus hondurensis - Rubus glaucus - Rubus glabratus - Rubus giganteus - Rubus gachetensis - Rubus florulentus - Rubus fagifolius - Rubus eriocarpus - Rubus eggersii - Rubus costaricanus - Rubus coriaceus - Rubus acanthophyllos - Rubus choachiensis - Rubus bullatus - Rubus briareus - Rubus bogotensis - Rubus betonicifolius - Rubus adenotrichos - Rubus adenothallus - Phân chi Malachobatus - Rubus acuminatus - Rubus alceifolius - Rubus assamensis - Rubus bambusarum - Rubus buergeri - Rubus chroosepalus - Rubus chrysophyllus - Rubus elongatus - Rubus fairholmianus - Rubus flagelliflorus - Rubus fockei - Rubus formosensis - Rubus gardnerianus - Rubus glomeratus - Rubus henryi - Rubus hunanensis - Rubus ichangensis - Rubus irenaeus - Rubus kawakamii - Rubus lambertianus - Rubus lineatus - Rubus moluccanus - Rubus multibracteatus - Rubus paniculatus - Rubus parkeri - Rubus pseudosieboldii - Rubus pyrifolius - Rubus rolfei - Rubus rugosus - Rubus setchuenensis - Rubus sieboldii - Rubus splendidissimus - Rubus swinhoei - Rubus tephrodes - Rubus tiliaceus - Rubus wardii - Rubus xanthoneurus - Phân chi Micranthobatus - Rubus australis - Rubus cissoides - Rubus parvus - Rubus schmidelioides - Rubus squarrosus - Phân chi Orobatus - Rubus loxensis | - Phân chi Rubus (đồng nghĩa: phân chi Eubatus) - Các tổ - Tổ Allegheniensis - Rubus allegheniensis - Rubus alumnus - Rubus pennus - Tổ Arguti - Rubus abactus - Rubus andrewsianus - Rubus argutus - Rubus frondosus - Rubus orarius - Rubus ostryifolius - Rubus pensilvanicus - Rubus recurvans - Tổ Caesii - Rubus caesius - Tổ Canadenses - Rubus canadensis - Rubus kennedyanus - Tổ Corylifolii - Rubus fioniae - Rubus tuberculatus - Rubus wahlbergii - Rubus fabrimontanus - Rubus dissimulans - Rubus dumetorum - Rubus gothicus - Rubus camptostachys - Rubus adenoleucus - Rubus aureolus - Rubus babingtonianus - Rubus britannicus - Rubus conjungens - Rubus cyclomorphus - Rubus eluxatus - Rubus lamprocaulos - Rubus mortensenii - Rubus nemorosus - Rubus seebergensis - Tổ Cuneifolii - Rubus cuneifolius - Tổ Flagellares - Rubus arundelanus - Rubus biformispinus - Rubus deamii - Rubus enslenii - Rubus flagellaris - Tổ Hispidi - Rubus hispidus - Tổ Rubus (hay tổ hợp Rubus fruticosus) - Rubus bifrons - Rubus laciniatus - Rubus plicatus - Rubus nessensis - Rubus ulmifolius - Rubus adornatus - Rubus adspersus - Rubus ammobius - Rubus arrhenii - Rubus atrichantherus - Rubus axillaris - Rubus bavaricus - Rubus bertramii - Rubus braeuckeri - Rubus bregutiensis - Rubus canescens - Rubus cardiophyllus - Rubus chloocladus - Rubus chlorothyrsos - Rubus cimbricus - Rubus clusii - Rubus conothyrsoides - Rubus dasyphyllus - Rubus divaricatus - Rubus drejeri - Rubus egregius - Rubus foliosus - Rubus fuscus - Rubus gelertii - Rubus glandithyrsos - Rubus godronii - Rubus grabowskii - Rubus gratus - Rubus gremlii - Rubus hirtus - Rubus infestus - Rubus insularis - Rubus macrophyllus - Rubus micans - Rubus montanus - Rubus mucronulatus - Rubus pedemontanus - Rubus polyanthemus - Rubus praecox - Rubus pyramidalis - Rubus radula - Rubus rhamnifolius - Rubus rhombifolius - Rubus rosaceus - Rubus rudis - Rubus schlechtendalii - Rubus schleicheri - Rubus senticosus - Rubus slesvicensis - Rubus sprengelii - Rubus sulcatus - Rubus vestitus - Rubus vigorosus - Rubus vulgaris - Rubus acheruntinus - Rubus ahenifolius - Rubus alterniflorus - Rubus amplificatus - Rubus anglocandicans - Rubus angustifrons - Rubus armeniacus (đồng nghĩa R. discolor) - Rubus bakerianus - Rubus bayeri - Rubus bloxamianus - Rubus bloxamii - Rubus bollei - Rubus boraeanus - Rubus calvatus - Rubus caucasicus - Rubus chrysoxylon - Rubus cissburiensis - Rubus colemannii - Rubus concolor - Rubus cordifolius - Rubus cyri - Rubus diversus - Rubus dumnoniensis - Rubus echinatoides - Rubus echinatus - Rubus errabundus - Rubus erythrops - Rubus fissus - Rubus formidabilis - Rubus furvicolor - Rubus fuscoater - Rubus ieri - Rubus georgicus - Rubus glanduliger - Rubus glandulosus - Rubus hartmanii - Rubus hylophilus - Rubus inermis - Rubus lamprophyllus - Rubus lespinassei - Rubus leucostachys - Rubus ergii - Rubus eianus - Rubus linkianus - Rubus miszczenkoi - Rubus moschus - Rubus mulleri - Rubus nitidioides - Rubus pedatifolius - Rubus piceetorum - Rubus promachonicus - Rubus rubritinctus - Rubus sanctus - Rubus scheutzii - Rubus separinus - Rubus septentrionalis - Rubus thyrsiflorus - Tổ Setosi - Rubus glandicaulis - Rubus missouricus - Rubus notatus - Rubus semisetosus - Rubus setosus - Rubus stipulatus - Rubus vermontanus - Tổ Ursini - Rubus × loganobaccus - Rubus ursinus - Tổ Verotriviales - Rubus lucidus - Rubus riograndis - Rubus trivialis |

## Thư viện hình

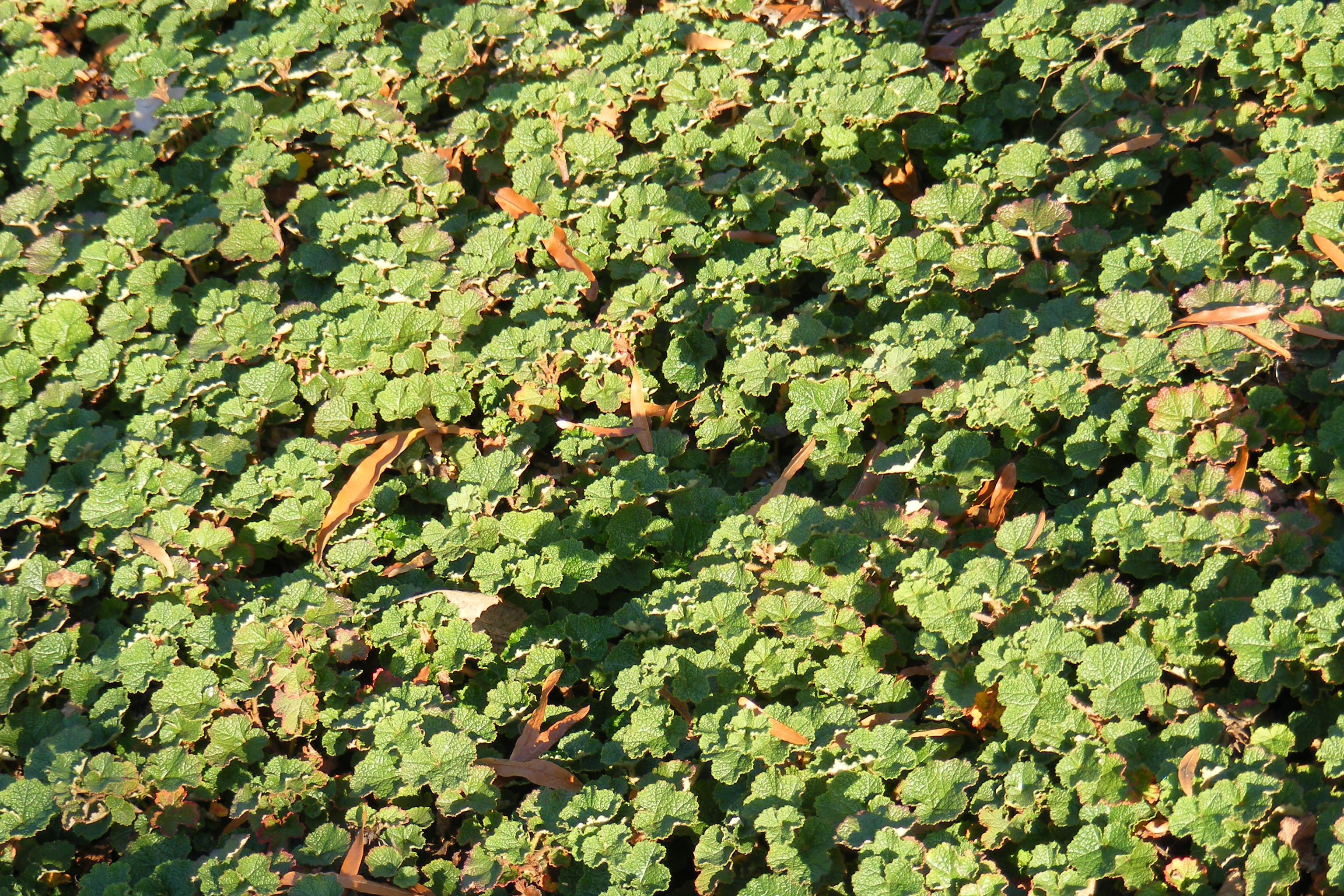
Một biển báo gần bụi cây này đã dán nhãn nó là Rubus calycinoide
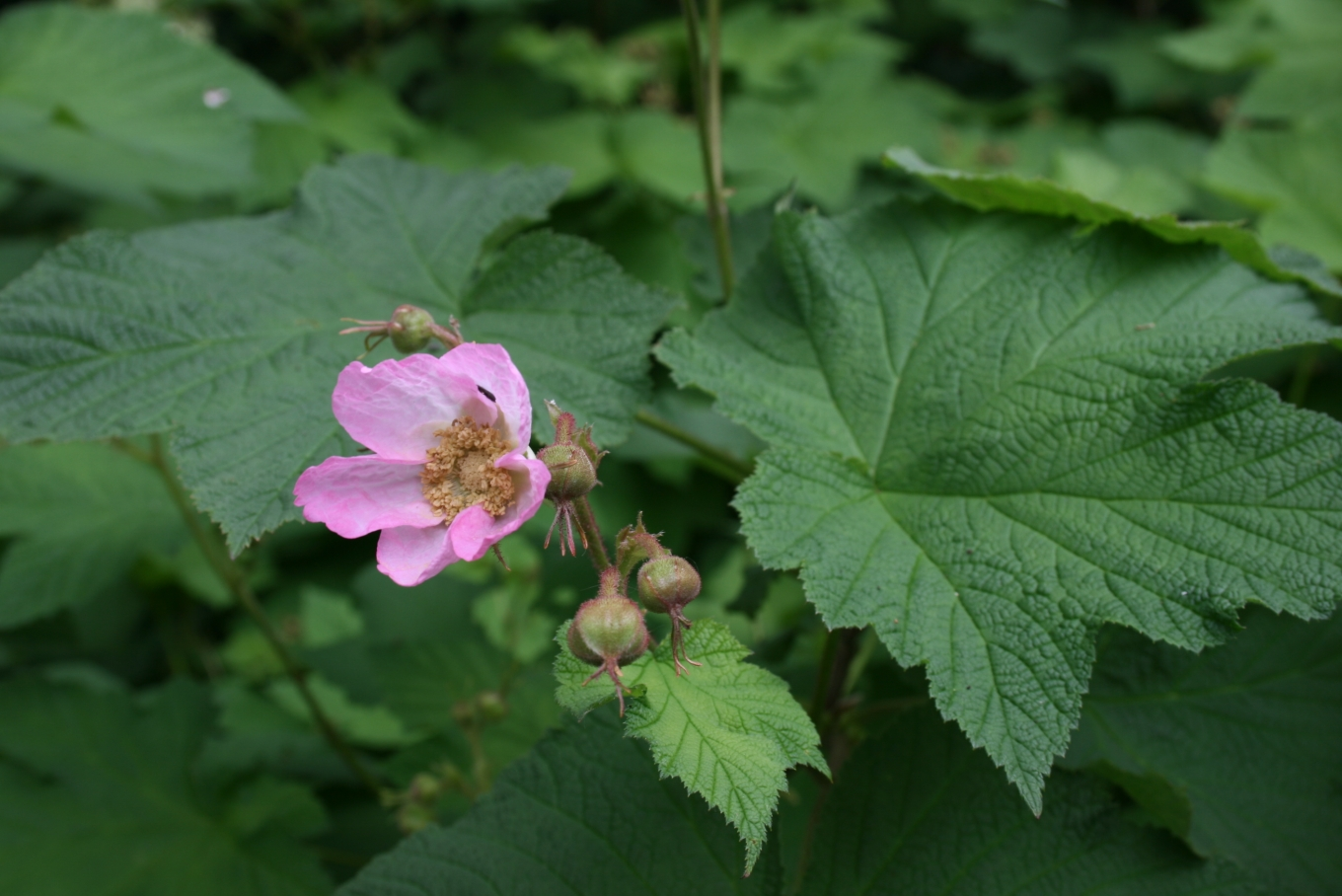
R. odoratus
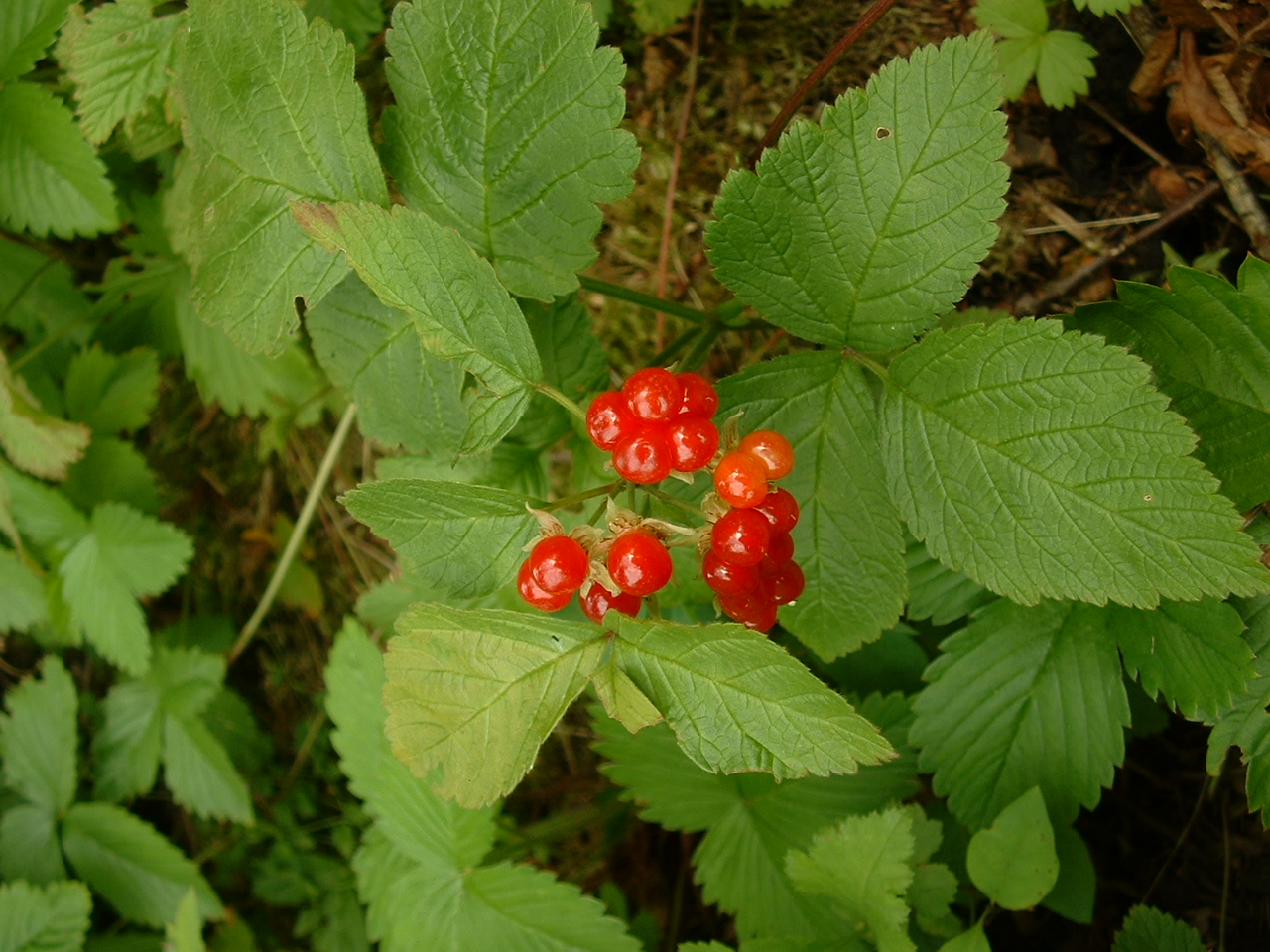
R. saxatilis
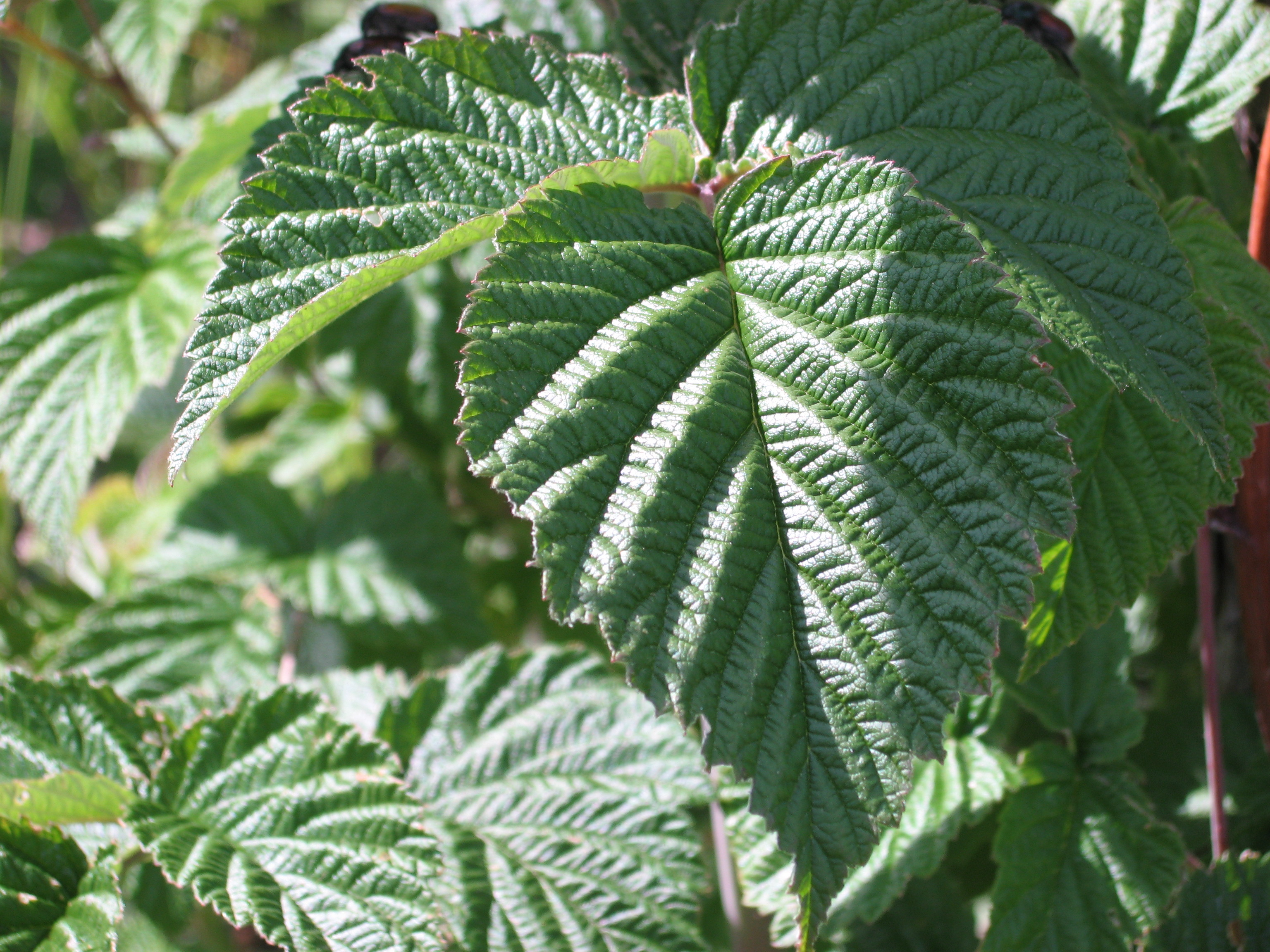
Lá của R. idaeus
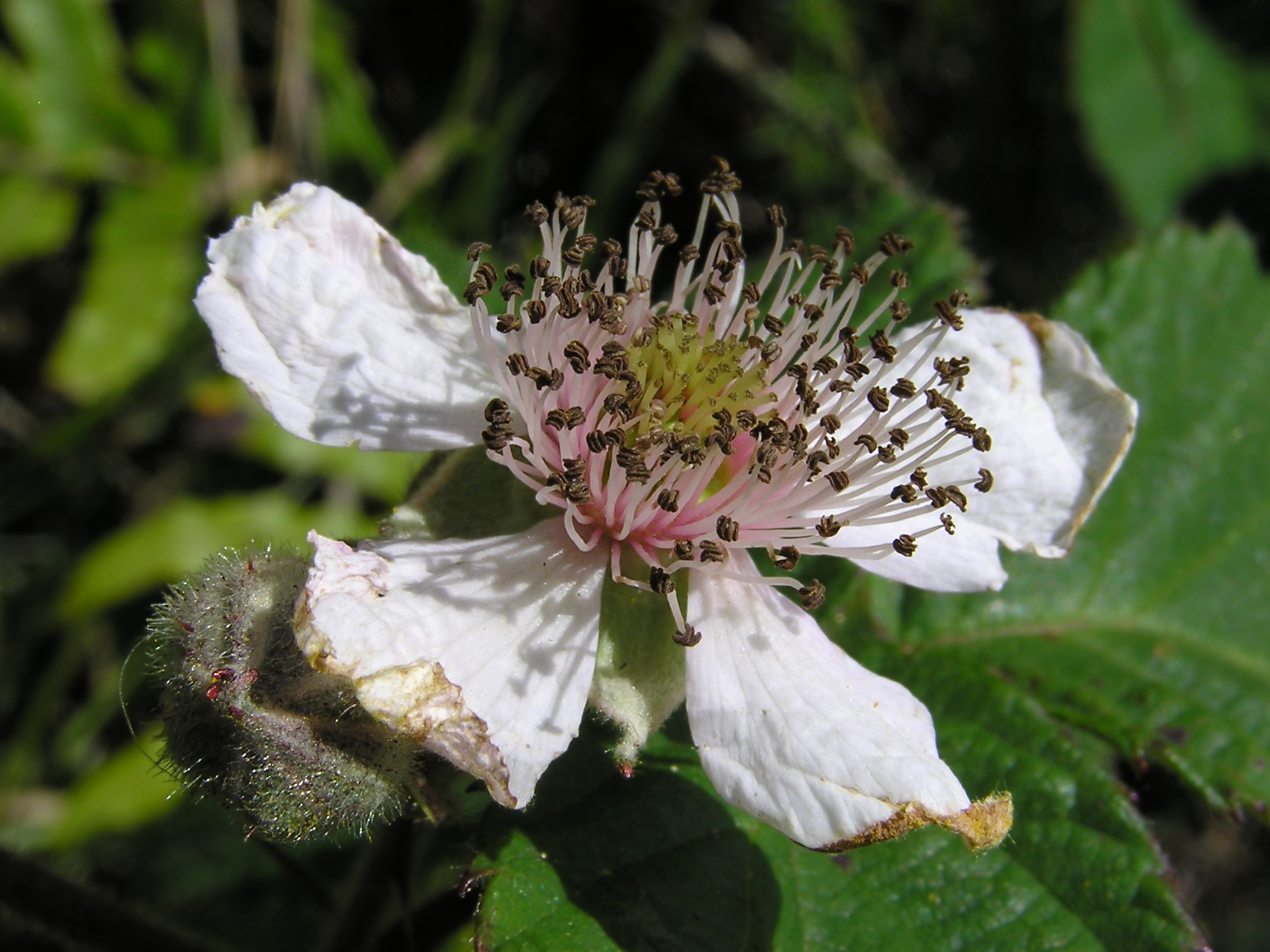
Hoa của R. fruticosus
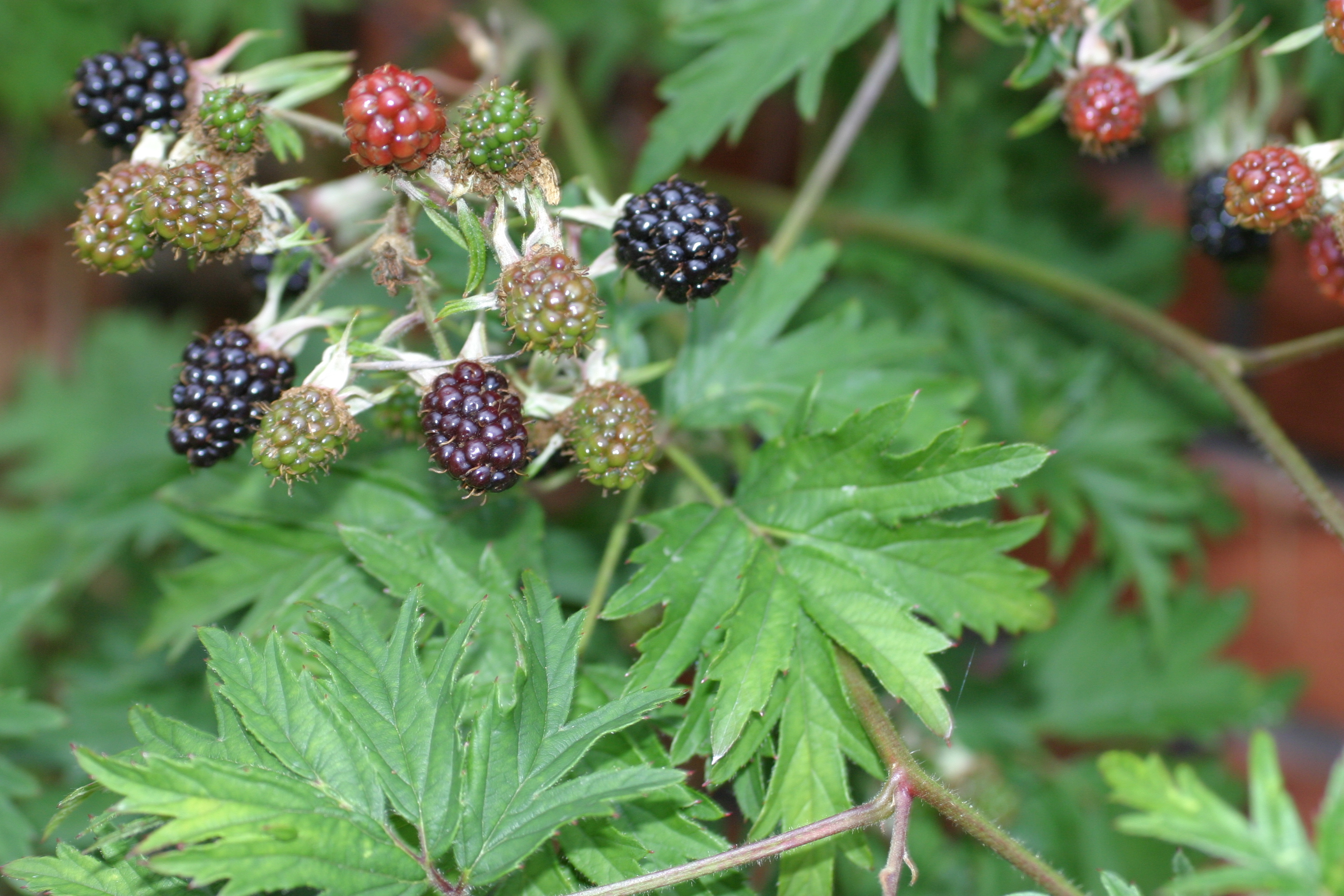
R. laciniatus
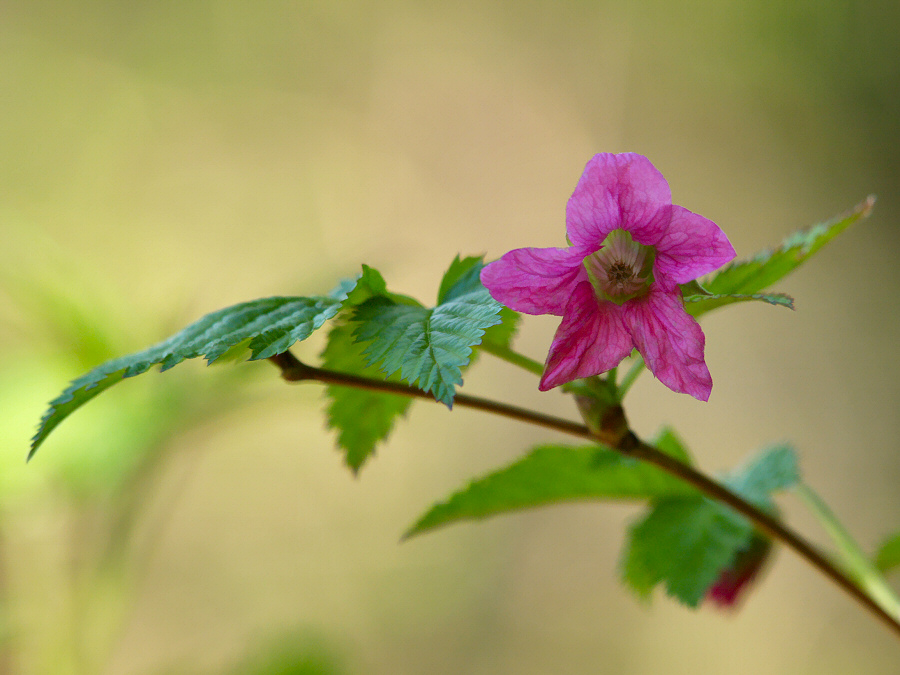
R. spectabilis
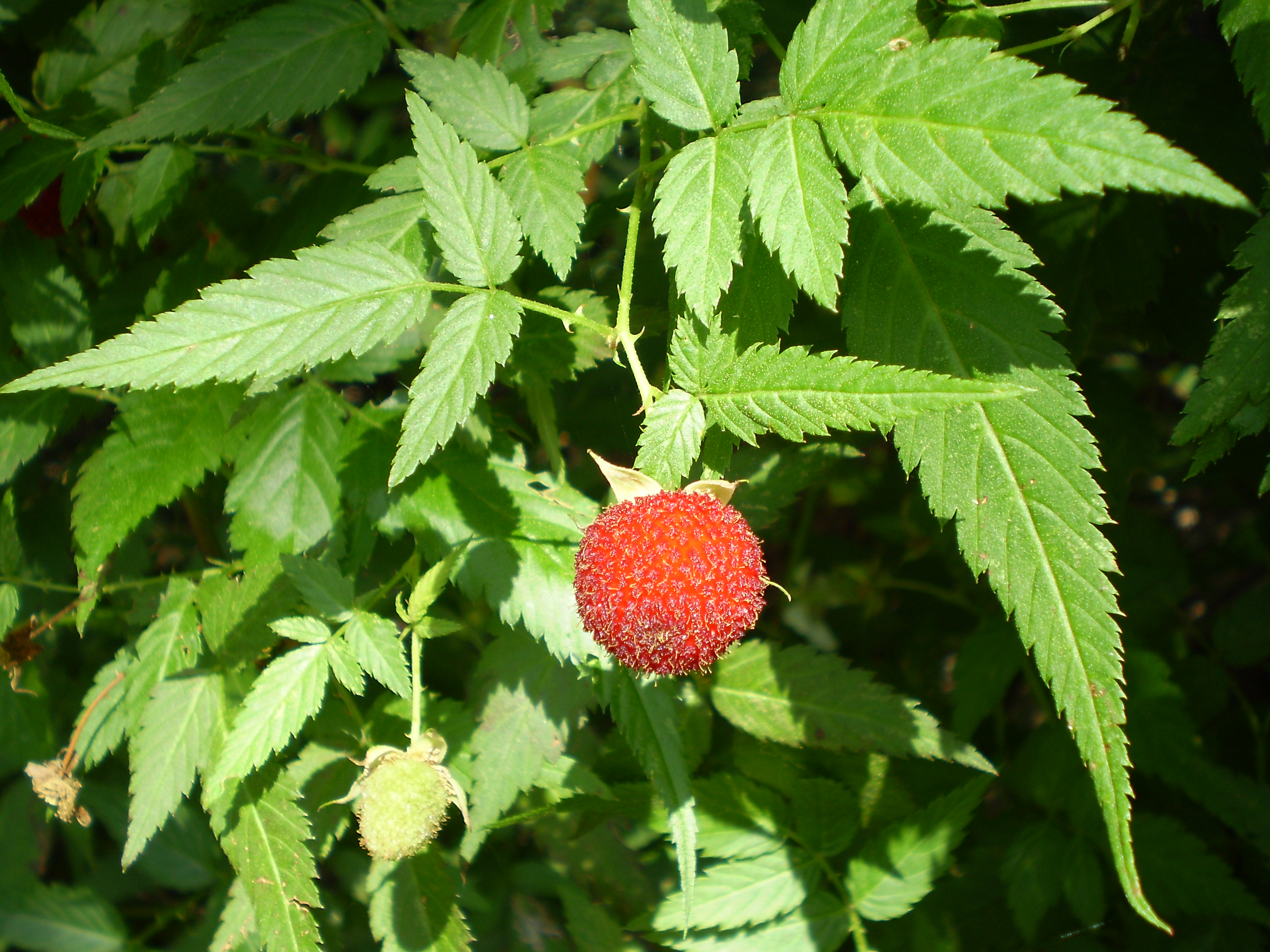
R. rosifolius